# Sénateur à vie de la République italienne
En Italie, la charge de sénateur à vie est une charge à laquelle accèdent (au Sénat de la République) de droit, sauf s’ils y renoncent, les anciens présidents de la République (art. 59, alinéa 1 de la constitution de la République italienne) et jusqu'à cinq citoyens nommés par le président de la République pour avoir « honoré la Patrie par leur mérites éminents dans les domaines social, scientifique, artistique et littéraire » (art. 59, alinéa 2 const.).
En doctrine, s'est posé la question de savoir si la limite de cinq sénateurs à vie fixée par l'article 59 alinéa 2 de la Constitution italienne devait s'entendre comme une limite maximum de nominations à disposition de chaque président de la République ou bien d'une limite maximum des sénateurs à vie présents simultanément au Sénat. Le référendum constitutionnel de 2020 a réglé cet état de fait en imposant un maximum de cinq sénateurs à vie qui siègent en même temps, hors les anciens présidents de la République. En 2024, ils perçoivent de 12.000 à 13.000 euros par mois net d’impôts d’indemnités de fonction auxquels s’ajoutent des frais de représentation.

## Liste des sénateurs à vie (dans l'ordre alphabétique)
- Claudio Abbado
- Giovanni Agnelli
- Giulio Andreotti
- Carlo Bo
- Norberto Bobbio
- Pietro Canonica
- Guido Castelnuovo
- Elena Cattaneo
- Carlo Azeglio Ciampi
- Emilio Colombo
- Francesco Cossiga
- Eduardo De Filippo
- Francesco De Martino
- Enrico De Nicola
- Gaetano De Sanctis
- Luigi Einaudi
- Amintore Fanfani
- Giovanni Gronchi
- Pasquale Jannaccone
- Giovanni Leone [# 1]
- Rita Levi-Montalcini
- Mario Luzi
- Cesare Merzagora
- Eugenio Montale
- Mario Monti
- Giorgio Napolitano [# 2]
- Pietro Nenni
- Giuseppe Paratore
- Ferruccio Parri
- Alessandro Pertini
- Renzo Piano
- Sergio Pininfarina
- Camilla Ravera
- Carlo Rubbia
- Meuccio Ruini
- Carlo Alberto Salustri, dit Trilussa
- Giuseppe Saragat
- Oscar Luigi Scalfaro
- Antonio Segni
- Liliana Segre
- Giovanni Spadolini
- Luigi Sturzo
- Paolo Emilio Taviani
- Arturo Toscanini [# 3]
- Leo Valiani
- Vittorio Valletta
- Umberto Zanotti Bianco